# Eugene Koffi Adoboli
Eugene Koffi Adoboli (* 3. Oktober 1934; † 23. April 2025 in der Schweiz) war Premierminister des Staates Togo vom 21. Mai 1999 bis zum 31. August 2000. Davor war er international civil servant bei der UNCTAD in Genf.
Adoboli unterlag am 24. August 2000 bei einem Misstrauensvotum in der Nationalversammlung von Togo; 57 Abgeordnete unterzeichneten das Votum, einer sprach sich dagegen aus, zwei enthielten sich der Stimme. Adoboli dankte am 27. August ab, Präsident Gnassingbé Eyadéma nahm das Rücktrittsgesuch an. Eyadéma berief Agbéyomé Messan Kodjo als Adobolis Nachfolger.